# Severo Amorim do Vale
Severo Amorim do Vale (Salvador, 7 de dezembro de 1802 — Recife, ) foi um advogado e político brasileiro.
Foi deputado à Assembleia Legislativa Provincial de Santa Catarina na 1ª legislatura (1835 - 1837), na 2ª legislatura (1838 - 1839), na 3ª legislatura (1840 - 1841), como suplente convocado, na 4ª legislatura (1842 - 1843), na 5ª legislatura (1844 - 1845), na 6ª legislatura (1846 - 1847), e na 7ª legislatura (1848 - 1849).
Foi 3º vice-presidente da província de Santa Catarina, assumindo a presidência interina da província por duas vezes, de 26 de dezembro de 1848 a 6 de março de 1849 e de 30 de novembro de 1849 a 24 de janeiro de 1850.